# Tito Didio
Tito Didio  (en latín, Titus Didius) fue un político y militar romano de la gens Didia célebre por restaurar la Villa Publica  y su recordado proconsulado en la Hispania Citerior, actual España.

## Carrera militar y política
Era hijo del tribuno de la plebe del mismo nombre. En 103 a. C. alcanzó el tribunado de la plebe. En este tiempo intentó vetar el proceso que inició Gayo Norbano, otro tribuno, contra Quinto Servilio Cepión por la debacle de Arausio. En 101 a. C. le nombraron pretor. Un año después, ya como propretor, estuvo destinado en Macedonia donde derrotó a los escordiscos; gracias a este triunfo, el Senado le concedió un triunfo que celebró el año 100 a. C.  En 98 a. C. alcanzó el consulado con Metelo Nepote el Mayor, durante el cual ordenaron la reconstrucción de la Villa Publica, y aprobaron la ley Caecilia Didia que estableció de nuevo un plazo —trinundinum— entre la promulgatio de un proyecto y su votación, y prohibió mezclar en un proyecto de ley materias independientes —per saturam rogare—.
Como procónsul le correspondió la administración de la provincia de Hispania Citerior (97-93 a. C.). En estos cinco años centró su atención en derrotar a los celtíberos; alcanzó numerosas victorias en las que murieron unos 20 000 arévacos y asaltó las ciudades de Termes, ubicada en la provincia de Soria, y Colenda, que después de nueve meses capituló siendo sus ciudadanos reducidos a la esclavitud.
Los senadores decretaron la concesión de otro triunfo por «acabar con una colonia de ladrones», que en realidad eran antiguos aliados celtíberos de Roma en la guerra contra los lusitanos, asentados allí por Marco Mario en 102 a. C., y luego sublevados «a causa de su pobreza», según Apiano. Apiano escribió que la crueldad de Didio causó un levantamiento que aplastó su sucesor, Flaco. Según Salustio, Quinto Sertorio sirvió como tribuno militar bajo las órdenes de Didio.
Cuando retornó a la capital sirvió como legado de Lucio César y Lucio Porcio Catón y Sila durante la guerra Social. Poco después de la conquista de Herculano, Didio murió en combate en el año 90 a. C.